# Гетьман, Алексей Алексеевич
Алексей Алексеевич Гетьман (укр. Олексій Олексійович Гетьман; 16 августа 1975, Ворошиловград, Украинская ССР, СССР) — украинский футболист, играл на позиции защитника и полузащитника.

## Карьера
Воспитанник ЛВУФК Луганска. Профессиональную карьеру начинал в луганском «Динамо». С 1995 по 1998 годы играл за «Металлург» Мариуполь. В 1999 году перешёл в казахстанский «Синтез», где по итогам сезона вошёл в список 22 лучших футболистов чемпионата. В начале 2000 года выступал за «Машиностроитель» Дружковка, по окончании сезона перешёл в российскую «Жемчужину». В 2001 году выступал за «Ростсельмаш», дебютировал в высшем дивизионе 14 апреля в домашнем матче 5-го тура против «Спартака», заменив на 61-й минуте встречи Романа Адамова. В 2002 году выступал за ростовский СКА. Профессиональную карьеру завершил в 2004 году в луганской «Заре». По окончании карьеры работал тренером основной, дублирующей и молодёжной команды в «Ильичёвце».